# 21465 Michelepatt
21465 Michelepatt este un asteroid din centura principală de asteroizi.

## Descriere
21465 Michelepatt este un asteroid din centura principală de asteroizi. A fost descoperit pe 21 aprilie 1998 la Socorro, New Mexico, în cadrul proiectului LINEAR. Asteroidul prezintă o orbită caracterizată de o semiaxă mare de 2,27 ua, o excentricitate de 0,11 și o înclinație de 4,9° în raport cu ecliptica.